# Aeroporto di Araçatuba
L'aeroporto statale Dario Guarita (in portoghese Aeroporto Estadual de Dario Guarita è un aeroporto brasiliano che serve la cittadina di Araçatuba, nel nord-ovest dello stato di San Paolo.

## Storia
L'aeroporto fu inaugurato nel 1956. Nel 1991 fu attivato ingrandito e riattivato come aeroporto statale.

## Incidenti
- 7 ottobre 1983: un Embraer EMB 110C Bandeirante della TAM Airlines, in volo da Campo Grande e Urubupungá ad Araçatuba, si schiantò al suolo poco prima della soglia della pista dopo aver mancato due volte l'avvicinamento all'aeroporto di Araçatuba. Morirono sette persone tra equipaggio e passeggeri[1].